# NGC 1081
NGC 1081 este o galaxie spirală situată în constelația Eridanul. A fost descoperită în 29 septembrie 1886 de către Lewis A. Swift. Se află la o distanță de 52 de megaparseci de Pământ.